# Карташка игра
Карташка игра је друштвена игра која се игра помоћу играчких карата. За данашње карташке игре често се користи један шпил од 52 карте, а постоје и оне игре које укључују и више њих. Постоје различите поткатегорије карташких игара, попут: игара с избацивањем карата, игара с лицитирањем, адутских игара, покера, игара с додавањем, пењањем и др. Карташке игре можемо поделити и оне за једног играча, као што је пасијанс, и више играча, као што су таблић, реми, лора, блекџек и др.
Картање је у почетку служило искључиво учењу, али је оно касније постало средство за развој умних способности кроз игру. Карте су најчешће израђење од картона, али се оне данас могу наћи и у разним другим материјалима. У последње време, картање је присутно и на разним онлајн платформама.
Игре које користе карте за играње искориштавају чињеницу да се карте могу појединачно идентификовати само са једне стране, тако да сваки играч зна само карте које држи, а не оне које држи било ко други. Из тог разлога су карташке игре често окарактерисане као игре на срећу или „несавршене информације“ – за разлику од игара стратегије или савршених информација, где је тренутна позиција у потпуности видљива свим играчима током игре. Многе игре које се генерално не сврставају у породицу карташких игара заправо користе карте за неки аспект свог играња.

## Играње карата
Најстарија сачувана референца на карташку игру у светској историји потиче из 9. века у Кини, када је Збирка разноврсности Дујанга, коју је написао писац из династије Танг Су Е, описала принцезу Тонгчанг (кћер цара Јицунга од Танга) како игра „лист игру“ са члановима клана Веј (породица принцезиног мужа) 868. године. Државник и историчар из династије Сонг Оујанг Сју приметио је да су папирне карте настале у вези са ранијим развојем у формату књиге од листа до страница.
Карте за играње први пут су се појавиле у Европи у последњој четвртини 14. века.‍:35 Најраније европске референце говоре о сараценској или маварској игри званој наиб, и заправо о готово комплетном мамелучком египатском шпилу од 52 карте у посебном оријенталном дизајну који је очуван из отприлике тог времена, са четири сета, мачеви, поло палице, пехарима и новчићима , и са ранговима краља, гувернера, другог гувернера и десет до један.‍:40f
Током 1430-их година у Италији је изумљен шпил тарота, пуни шпил у латинским бојама појачан картама без боја с осликаним мотивима који су играли посебну улогу као адути. Игре тарот картама се и даље играју са (подскуповима) ових шпилова у деловима централне Европе. Пун тарот шпил садржи 14 карата у свакој боји; ниске карте са ознаком 1–10 и дворске карте valet (џек), chevalier (кавалир/витез), dame (дама) и roi (краљ), плус карта будале или изговора и 21 адут. У 18. веку слике карата традиционалних италијанских тарот шпилова постале су популарне у картомантији и еволуирале у „езотеричне”" шпилове који се првенствено користе у ту сврху; данас је већина тарот шпилова који се продају у Северној Америци окултног типа и блиско су повезани са прорицањем судбине. У Европи, шпилови за „играње тарота” и даље су популарни за игре и еволуирали су од 18. века да користе регионалне ознаке (пикови, срца, ромбови и пендреци у Француској; лишће, срца, звона и жир у Немачкој) као и друге познате аспекти шпила са енглеским узорком, као што су индекси карата у углу и „утиснути“ симболи карата за карте које нису дворске. Шпилови се разликују регионално на основу броја карата потребних за играње игара; француски тарот се састоји од „пуних“ 78 карата, док германске, шпанске и италијанске варијанте тарота уклањају одређене вредности (обично карте ниже боје) из шпила, стварајући шпил са само 32 карте.
Француске ознаке су уведена око 1480. године и у Француској су углавном заменила раније латинске ознаке мачева, пендрека, пехара и новчића‍:43 (која су још увек уобичајена у земљама шпанског и португалског говорног подручја, као и у неким северни регионима Италије).‍:30f Симболи који су веома једноставни и једнобојни, могли би да се утисну на карте за играње да би се направио шпил, тако да је за дворске карте била потребна само посебна слика у боји. Ово драстично поједностављује производњу шпила карата у односу на традиционални италијански шпил, који је користио јединствену слику у пуној боји за сваку карту у шпилу. Француска решења су постала популарна на енглеским картама у 16. веку (упркос историјском анимозитету између Француске и Енглеске), а одатле су уведена у британске колоније укључујући Северну Америку. Успон западне културе довео је до скоро универзалне популарности и доступности карата за играње у француском аранжману чак и у областима са сопственом регионалном уметношћу карата.
У 17. веку, француска коцкарска игра са пет трикова звана Бете постала је популарна и проширила се у Немачку, где се звала Ла Бете и Енглеску где је добила име Звер. Она је била дериват Тријумфа и била је прва карташка игра у историји која је увела концепт клађења.
Кинески ручно рађени бројачи од седефа кориштени су за бодовање и клађење у карташким играма на Западу отприлике у раздобљу од 1700. до 1840. године. Бројачи за игре би имали гравуру као што је грб или монограм за идентификацију породице или појединца. Многи пултови за игре такође приказују кинеске сцене, цвеће или животиње. Краљица Шарлот, супруга Џорџа III, једна је од проминентних британских особа за коју се зна да је играла са кинеским играчким пултом. Игре са картама као што су Омбре, Квадрил и папа Џоун биле су популарне у то време и захтевале су бројаче за постизање поена. Производња бројача је опала након што је Вист, са својим другачијим методом бодовања, постао најпопуларнија карташка игра на Западу.
На основу асоцијације карташких игара и коцкања, папа Бенедикт XIV је забранио карташке игре 17. октобра 1750. године.